# Брюггеней, Веннемар фон
Веннемар фон Брюггеней (нем. Wennemar von Brüggenei; (? — 1401) — магистр Ливонского ордена с 1389 года и по 1401 год.
В 1389 году Веннемар фон Брюггеней был избран и утвержден новым ландмейстером Тевтонского Ордена в Ливонии. Продолжая политику своих предшественников, совершал и организовывал многочисленные разорительные рейды на литовские владения. В 1389—1392 годах во время гражданской войны в Великом княжестве Литовском фон Брюггеней поддерживал Витовта в его борьбе против Ягайло. В августе 1394 года фон Брюггеней со своим войском участвовал совместно с великим магистром Тевтонского ордена в неудачном походе на Вильно, столицу Великого княжества Литовского. Несмотря на то, что тевтонские и ливонские крестоносцы разгромили великого князя литовского Витовта в битве под Рудаминой, они не смогли захватить виленские замки, обороняемые польским гарнизоном. В октябре 1398 года фон Брюггеней участвовал в переговорах великого магистра Конрада фон Юнгингена (1393—1407) с Витовтом на Салинских островах на реке Неман.
Фон Брюггеней враждовал с рижским архиепископом Иоганном фон Зинтеном (1374—1393), который обращался с многочисленными жалобами на Орден к императору Священной Римской империи, германским князьям, папе римскому. В 1391 году ливонские крестоносцы захватили несколько архиепископских замков, а сам фон Зинтен бежал из Риги по морю в Любек, откуда обратился за помощью к польскому королю Ягайло и великому князю литовскому Витовту. По ходатайству ливонцев папа римский в 1393 году отстранил от должности Иоганна фон Зинтена и назначил новым рижским архиепископом Иоганна фон Валленрода (1393—1418), двоюродного брата великого магистра.
Вскоре против Ордена выступил дерптский епископ Дитрих Дамерау (1378—1400). Орденские власти потребовали от дерптского епископа платить ежегодную дань или оставить кафедру. Однако Дитрих Дамерау отказался и в марте 1395 года заключил союз с великим князем литовским Витовтом, направленный против Ливонского Ордена. В 1397 году дерптский епископ примирился с Ливонским орденом, признав его верховную власть.